# ويسكي

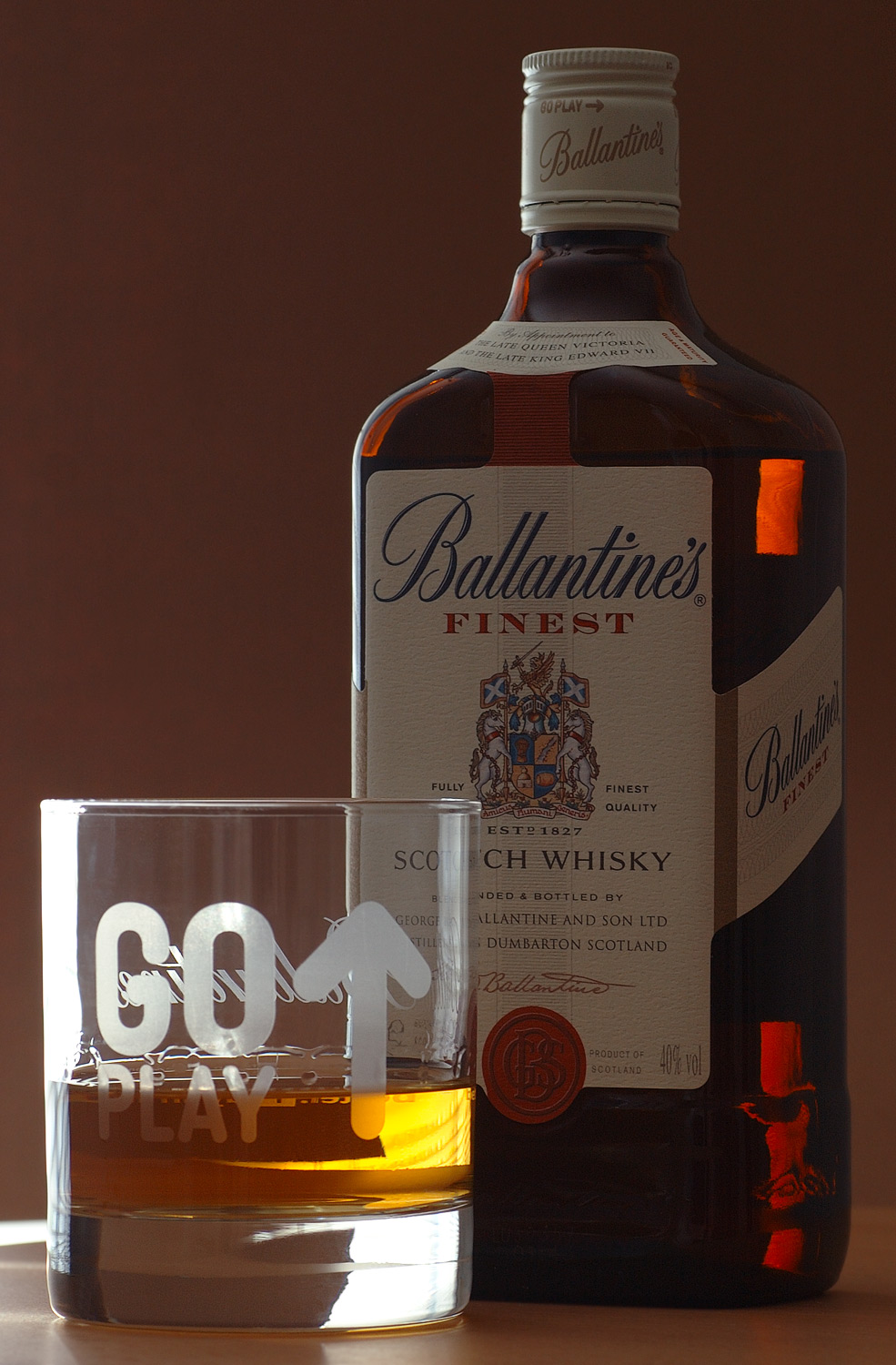
ويسكي السكوتش

الويسكي أو الوِسكي (بالإنجليزية: Whisky)‏ هو مصطلح يطلق على مجموعة واسعة من المشروبات الكحولية المعتقة والمقطرة من حبوب الحنطيات. هناك عدة أنواع من الحبوب تستخدم لإنتاج الويسكي، من ضمنها: الشعير والحنطة والذرة والزؤان. غالبا ما يعتق الويسكي في براميل من السنديان (باستثناء مشروبات الذرة).

## أصل التسمية
كلمة ويسكي هي كلمة إنكليزية منحدرة من أصل أيرلندي وتعني «ماء الحياة».

## التاريخ
مورست عمليات تقطير المواد منذ القدم، ولربما يرجع تاريخها إلى الألفية الثانية قبل الميلاد إلى البابليين، حيث تشير بعض المصادر إلى أنه من المحتمل قيام البابليون بتقطير العطور، بيد أن أول تقطير كيميائي معروف أجراه الإغريق في الإسكندرية في القرن الأول الميلادي لكنه لم يكن تقطير الكحول، ثم مارسه العرب نقلًا عن الإغريق في العصور الوسطي، وتبعهم شعوب أمريكا اللاتينية في القرن الثاني عشر.

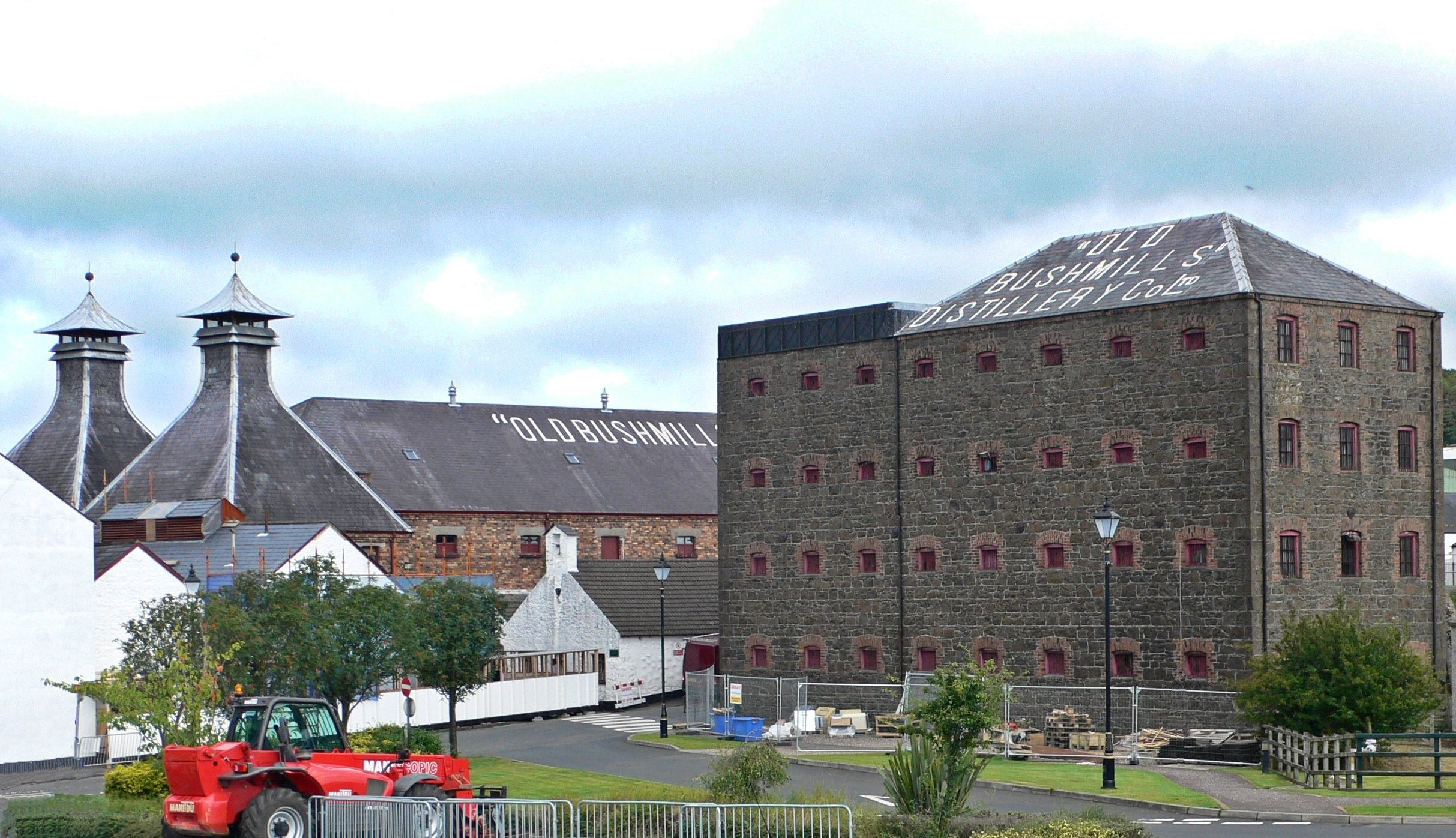
معمل تقطير بوشميلز القديم في مقاطعة أنترم بأيرلندا الشمالية

جرت أولى عمليات تقطير الكحول في إيطاليا في القرن الثالث عشر لصنع أنواع من النبيذ كانت تستخدم حينئذٍ كعلاج لبعض الأمراض مثل حالات الجدري وآلام البطن. ومع بداية القرن الخامس عشر كان تقطير الكحول قد وصل إلى كل من اسكتلندا وأيرلندا التي بدأ ترخيص تقطير الويسكي بها في عام 1608، ويعتبر معمل تقطير بوشميلز القديم في أيرلندا الشمالية هو أقدم مصنع مرخص لتقطير وإنتاج الويسكي في العالم.

## الإنتاج

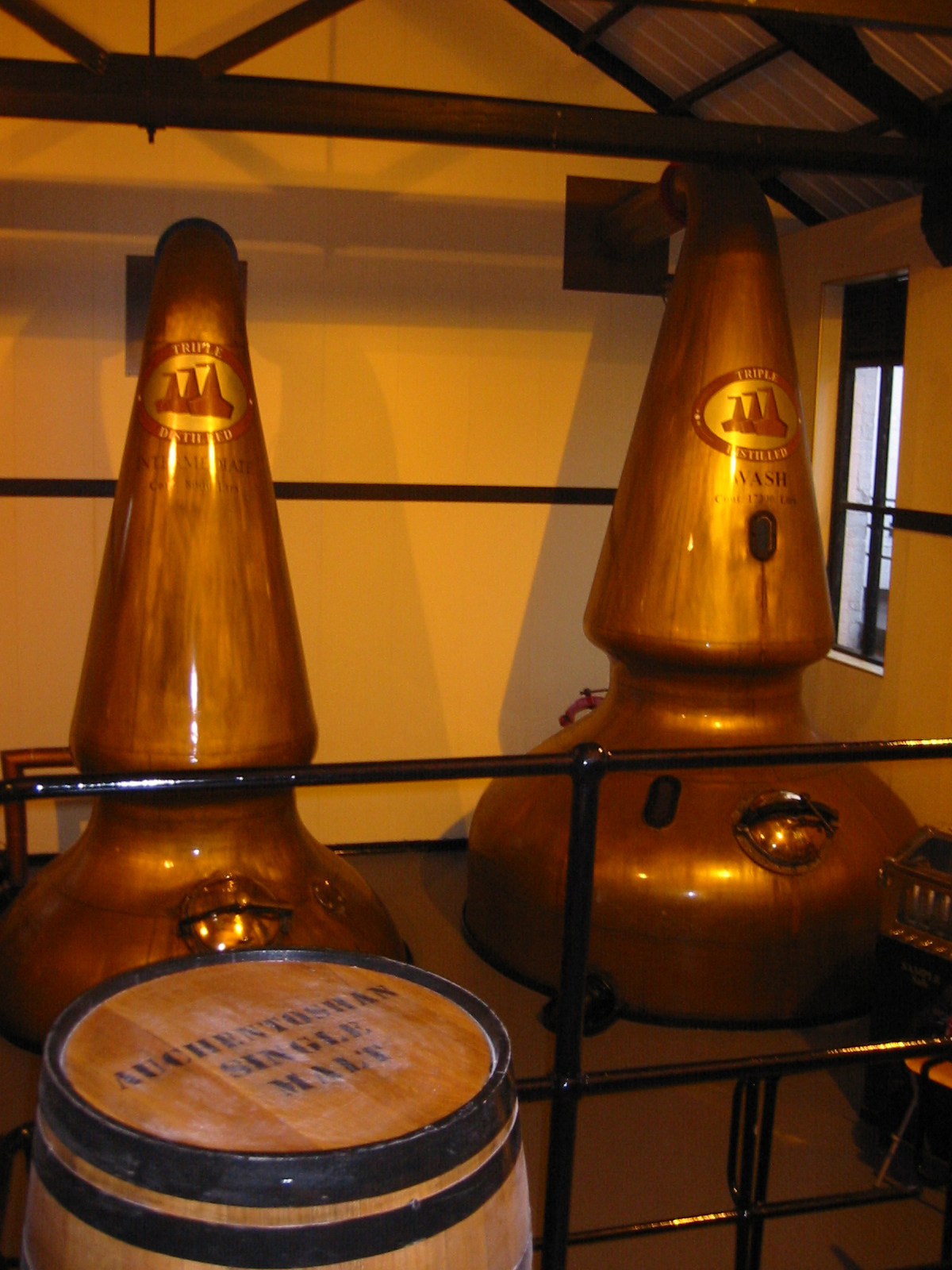
أنابيق التقطير النحاسية في معمل أوشنتوشان لتقطير الويسكي في اسكتلندا

يستخدم الشعير المملح وبعض أنواع الحبوب في إنتاج الويسكي. تكون الأنابيق المستخدمة في تقطير الويسكي عادةً مصنوعة من النحاس، أو الفولاذ المقاوم للصدأ المبطن بالنحاس لإزالة المركبات التي تحتوي الكبريت والتي تجعل مذاق الويسكي المقطر غير محبب.
يعتق الويسكي في براميل مصنوعة من خشب البلوط الفرنسي أو الأمريكي المتفحم، حيث يقوم مصنعي الويسكي أحيانًا بتعتيقه في براميل استخدمت من قبل لتعتيق مشروبات أخرى مثل الرم أو الشيري لتضفي نكهات خاصة على مذاق الويسكي.
ويمر بستة عمليات رئيسية تساهم في إكسابه مذاقه النهائي وهي عمليات الاستخلاص، والتبخير، والأكسدة، والتركيز، والترشيح والتلوين.
يتم ترشيح الويسكي عن طريق التبريد لترسيب وإزالة بعض المواد مثل إسترات الأحماض الدهنية.
يمكن إضافة بعض المنكهات ومركبات التلوين إلى الويسكي لإضفاء نكهات معينة على بعض الأنواع، مثل الويسكي الكندي الذي قد يحتوي على نكهة الكراميل.
تساهم صادرات الويسكي بأكثر من 4.25 مليار جنيهًا إسترلينيًا في الااقتصاد البريطاني.

## أنواع الويسكي

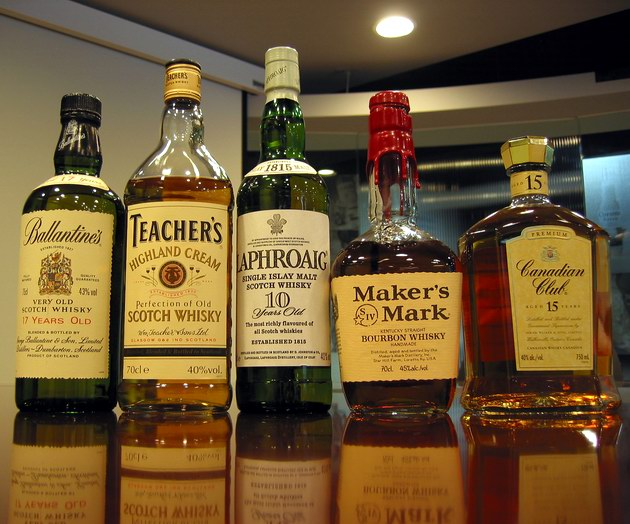
الويسكي من أنواع مختلفة

الويسكي أو المشروبات التي تشبه الويسكي تصنع في أغلب مناطق زراعة الحبوب، وتختلف أنواعه في الحبوب المستخدمة والمحتويات الكحولية والنوعية:
- الويسكي الأسكتلندي (السكوتش Scotch)، يجب أن يقطر مرتين ويعتق بصورة كاملة في اسكتلندا لمدة ثلاث سنوات على الأقل.

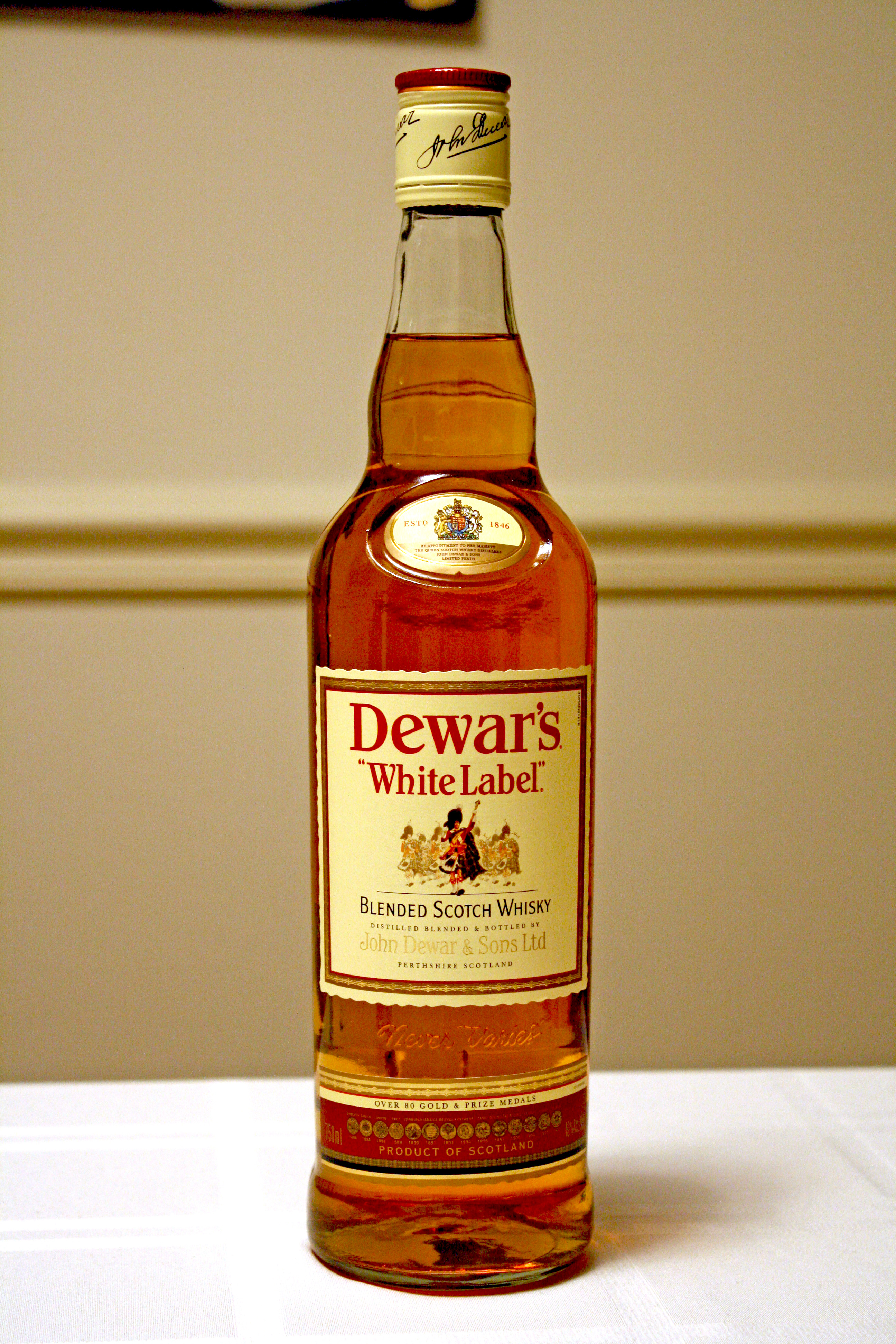
الويسكي الأسكتلندي

- الويسكي الإيرلندي، مقطر ثلاث مرات ويجب أن يعتق لثلاث سنوات.
- الويسكي الأمريكي.
- ويسكي الشعير، مصنوع 100% من الشعير.

- ويسكي الحبوب المخمرة.

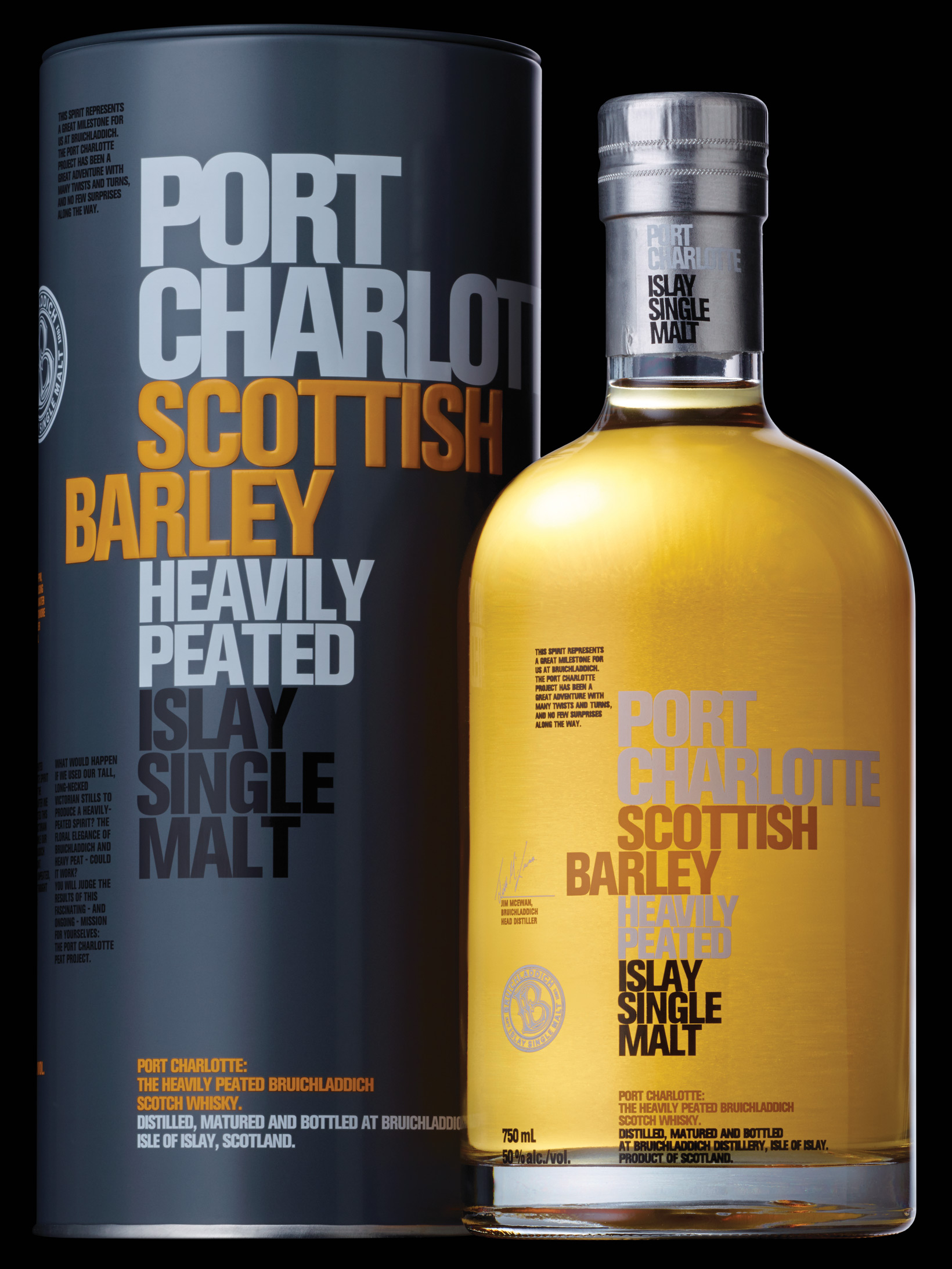
ويسكي الشعير

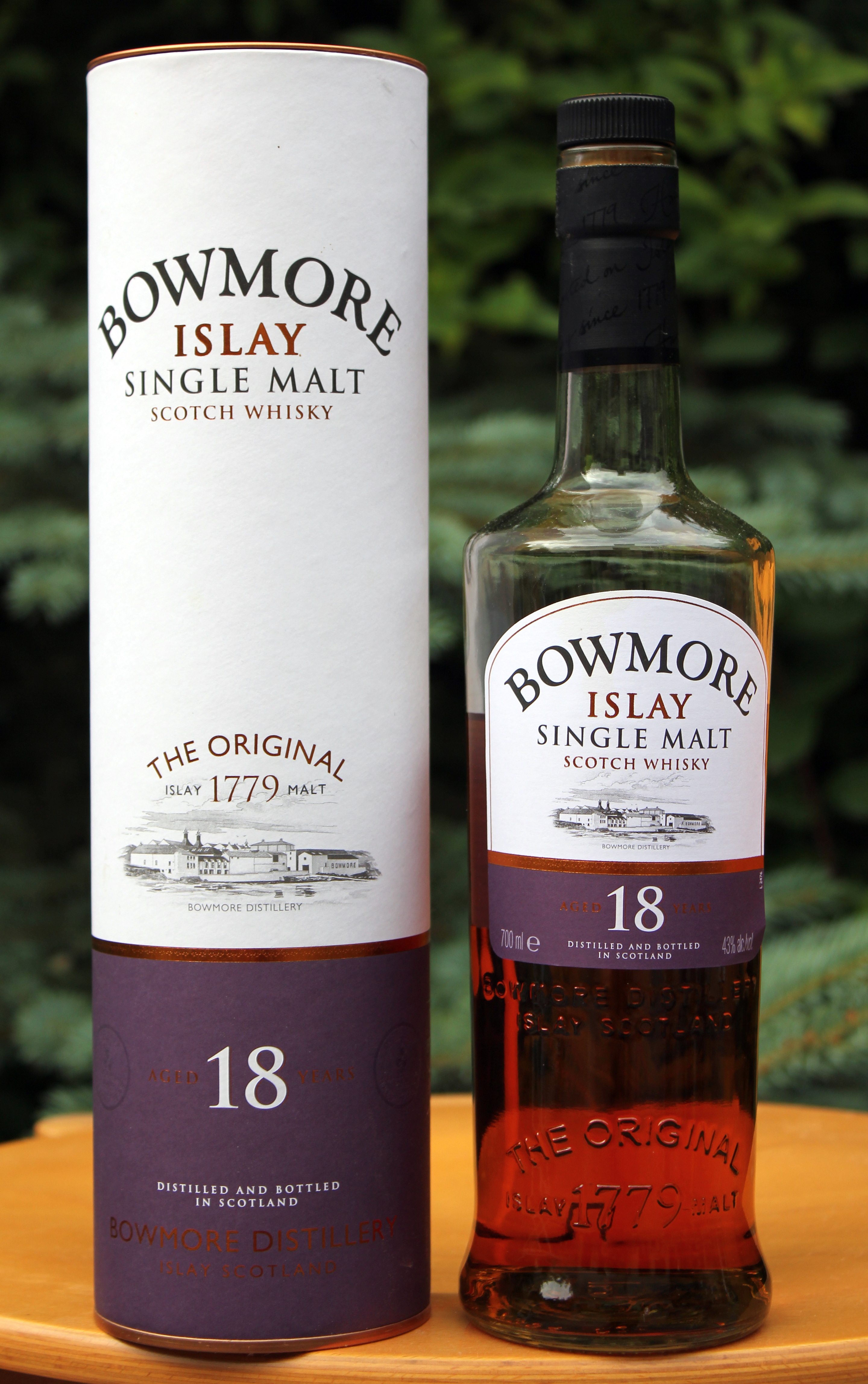
ويسكي الحبوب

- ويسكي مخلوط من عدة أنواع وخاصة بين ويسكي الشعير والحبوب.

## اقرأ أيضاً
- جاك دانيلز
- راكيا
- تشيفاز ريغال

## مزيد من القراءة
- Andrews، Allen (2002). The Whisky Barons. Glasgow: Angels' Share (Neil Wilson Publishing). ISBN:978-1-897784-84-6.
- Buxton، Ian؛ Hughes، Paul S. (2014). The Science and Commerce of Whisky. Cambridge: Royal Society of Chemistry. ISBN:978-1-84973-150-8.
- Smith، Gavin D. (2009). The A-Z of Whisky (ط. الثالثة). Glasgow: Angels' Share (Neil Wilson Publishing). ISBN:978-1-906476-03-8.